# Aquae Flaviae
Aquae Flaviae (або Aquæ Flaviæ, Води Флавії) — древнє римське місто та колишнє єпископство (тепер латино-католицький титулярний престол) Шавеш, муніципалітет у португальському окрузі Віла-Реал.

## Історія

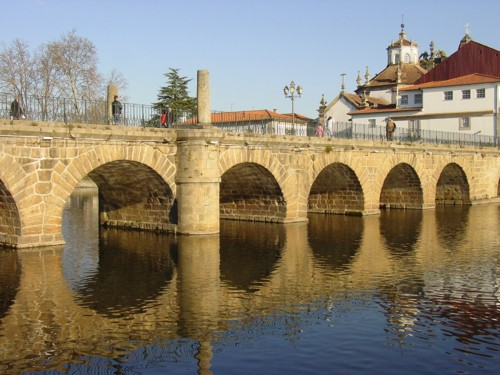
Римський міст Шавеша, побудований в епоху Веспасіана і Траяна

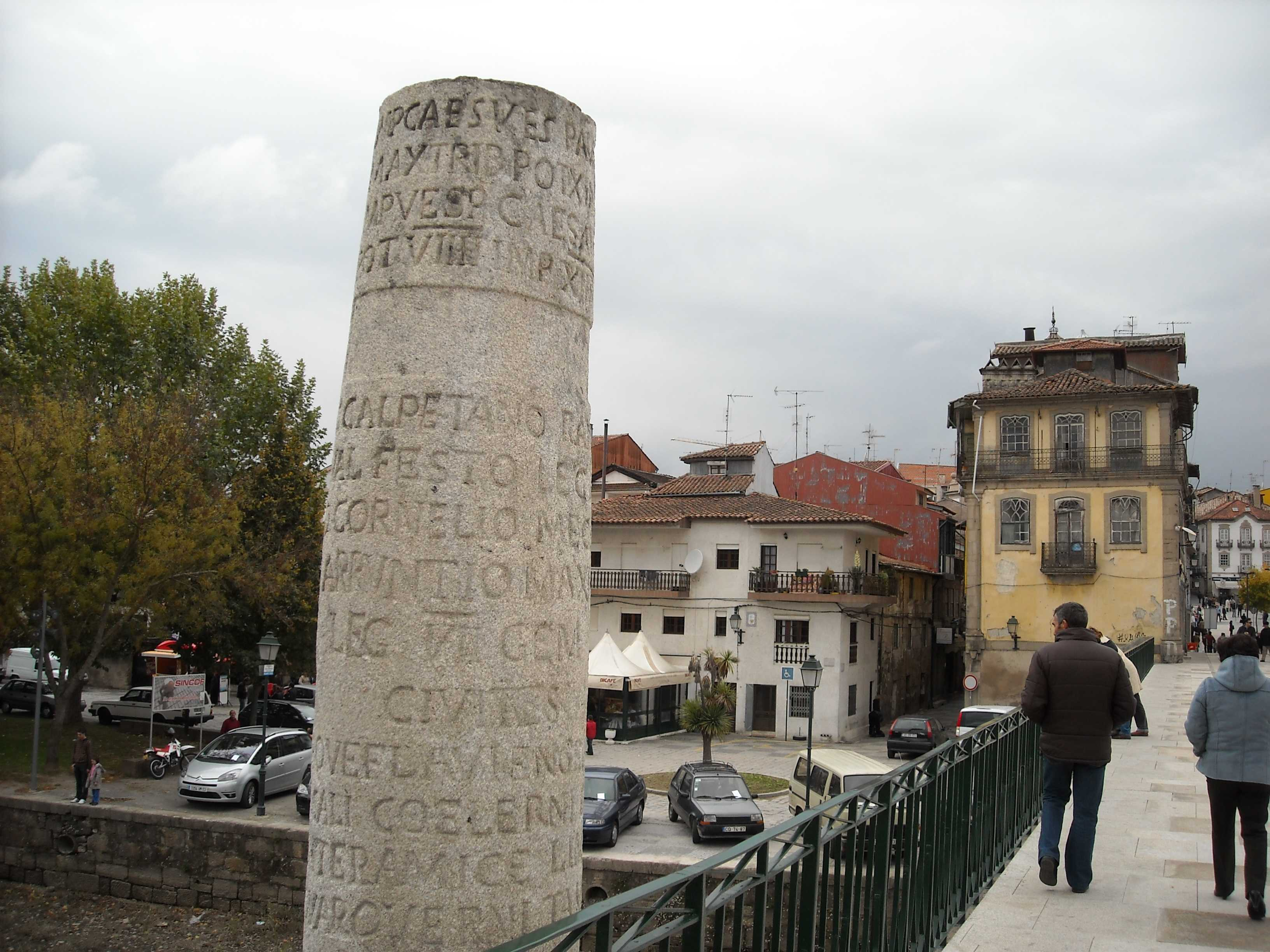
Пам'ятні колони, що позначають міст і римське поселення в Aquae Flaviae

Північно-західний півострівний регіон — область гарячих джерел та римських поселень, пов'язаних з експлуатацією цінних природних ресурсів.
Aquae Flaviae був головним муніципієм на північному заході (від епіграфічних знахідок), поставлене в Траш-уш-Монтеш, на невеликому пагорбі на березі річки Тамега, в римській провінції в Галлеція. Це була родюча територія, де рясніють гарячі джерела, крім цього — регіон видобутку золота. Також знаходлося в стратегічному місці, між римськими містами Бракара і Асторга, а також гірничих районів Треш Мінаш і Жалеш.
Мало відомо про міську структуру, хоча є деякі важливі моменти: акведук постачав воду з водойми та греблі в Абобелейрі, там був театр/амфітеатр, залишки некрополя та ділянки стіни.
Що стосується термальної активності, то недостатність археологічних розкопок означає, що мало що відомо про давньоримські терми, які там мали би бути. Сучасні розкопки почали розкривати залишки ще однієї структури римських лазень, пов'язаної з гарячим джерелом у Ларгу-ду-Аррабальде, що складається з великих тротуарних плит та блоку opus caementicium, пов'язаного з термальним джерелом. Це перші відомі термальні залишки, розташованих в межах Шавеш. Крім того, всередині цивітатів є багато складних оброчних епіграфів, які бали б стосуватися термічного поклоніння. Є два написи, присвячені німфам, загублений напис, присвячений Тутелі, та інший Ізіді, які говорять культ поклоніння термальним джерелам.
В архітектурному відношенні найбільш помітною особливістю цього міста є міст Траяна через річку Тамега, існування якого ознаменувало період виняткового розвитку міста. Функціонуючи як перехрестя, він контролював маршрути до гірничих районів. На мосту розміщені залишки двох епіграфічних написів, один з них вшановує спорудження або реконструкцію імператором Траяном, та інший, що викликав різні інтерпретації, Padrão dos Povos. Padrão dos Povos згадує цивітати, що залежні від Aquae Flaviae, а також римський легіон Legio VII Gemina.
Місто Aquae Flaviae було засноване Римом, хоча деталі цього заснування залишаються неясними. Птолемей припускає, що воно було засноване на території кельтського народу Туроді, теорія, яка була підсилена існуванням епіграфічних доказів, що підтверджують наявність Туроді.